# Nivcher

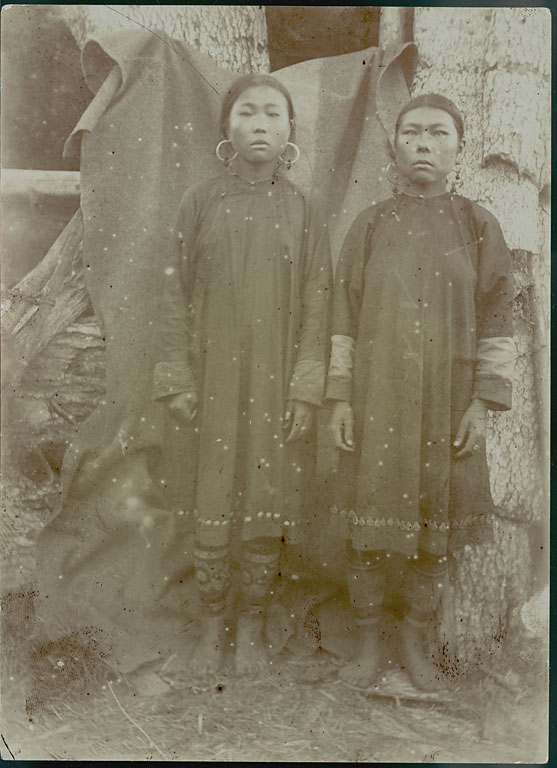
Ett par nivchivska flickor.

Nivcher, tidigare känt som giljaker, är ett folk som lever i sydöstra Ryssland, dels vid floden Amur i Chabarovsk kraj, dels på norra halvan av ön Sachalin. Nivcherna är utmärkande bland annat för sitt språk nivchiska, som inte är besläktat med något annat känt språk. 1989 uppgick folkmängden till 4 630.
Traditionellt levde nivcherna på jakt och fiske (älg, säl, vildren) och samlade övrig föda från växtriket. Fisk fungerade som primär föda, och skinnet användes även till kläder. Hundar användes som husdjur, draghundar och även mat. Permanenta vinterbostäder som var halvt nergrävda i marken existerade i större byar. Ute i vildmarken fanns det enklare hyddor. När området kollektiviserades bildades fiske- och jaktkolchoser.
I dag arbetar endast en bråkdel av nivcher inom de traditionella områdena. 50 % bor i städer, och endast cirka 23 % har nivchiska som modersmål. De var tidigare kända för sina rituella björnfester. 